# Соколов, Александр Петрович (государственный деятель)
Александр Петрович Соколов (12 февраля 1903 — 1967) — советский партийный и государственный деятель, председатель Красноярского крайисполкома (1939—1941), 2-й секретарь Красноярского крайкома ВКП(б) (1938—1939), участник Великой Отечественной войны, полковник.

## Биография
Родился 12 февраля 1903 г. в г. Екатеринослав Российской империи в семье русского рабочего-литейщика. В 1917 году закончил двухклассную земскую школу в Амур-Нижнеднепровском районе. С апреля 1920 г. подручный печника по найму у разных лиц в с. Попасное Новомосковского уезда Екатеринославской губернии. С марта 1922 г. грузчик заготовительного пункта на станции Ольшаница Юго-Западной железной дороги в Киевской губернии. С октября 1922 г. рабочий 1-й Екатеринославской заготовительной конторы. С апреля 1923 г. каталь металлургического завода им. К. Маркса в Амур-Нижнеднепровском районе. В 1923 году вступил в комсомол. С ноября 1924 г. кандидат, а октября 1925 г. член коммунистической партии. В ноябре 1925 г. призван в Рабоче-крестьянскую Красную армию: красноармеец 2-го кавалерийского полка в г. Проскуров Подольской губернии. С ноября 1926 г. начальник охраны Проскуровского металлургического завода им. К. Маркса. С февраля 1927 г. помощник командир взвода 2-го кавалерийского полка. С ноября 1927 г. помощник слесаря металлургического завода им. К. Маркса. С июня 1928 г. ответственный секретарь Амур-Нижнеднепровского районного комитат МОПР. С сентября 1929 г. педагог-обществовед, с сентября 1930 г. заведующий учебной частью трудовой школы № 2. После окончания в ноябре 1931 г. трех курсов Днепропетровского металлургического института, стал аспирантом Всесоюзного научно-исследовательного института экономики сельского хозяйства в Москве, который закончил в 1936 году по специальности экономист-организатор сельского хозяйства. С февраля 1937 г. контролер группы партийного советского контроля при Московском комитете ВКП(б). В 1937 году окончил Московский механический институт. С марта 1938 г. ответственный контролер Комиссии партийного контроля при ЦК ВКП(б). 
С июня 1938 г. 2-й секретарь Красноярского краевого комитета ВКП(б). С 25 февраля 1939 г. по 27 июля 1941 г. председатель Красноярского краевого исполнительного комитета. За этот период в крае практически полностью была решена продовольственная проблема. Массовое производство сельскохозяйственной техники создало условия для организации крупных коллективных хозяйств. Созданный строительный трест «Красноярскпромхимстрой» приступил к строительству Красноярского машиностроительного завода, завода тяжелого машиностроения, ТЭЦ, хлебозавода и дрожжевого завода. В 1940 г. было принято решение о строительстве Красноярского гидролизного завода. 
После начала Великой Отечественной войны вновь в Красной армии. С августа 1941 г. в звании бригадный комиссар был начальником политического управления Западного военного округа. С 27 сентября 1941 г. начальник политического отдела 52-й армии Волховского фронта. В связи с отменой института военных комиссаров и введения единоначалия в Красной армии переаттестован 5 декабря 1942 г. в полковника. С 5 декабря 1942 г. по другим данным с января 1943 г. член Военного совета 59-й армии по 18 марта 1943 г. С апреля 1944 г. слушатель особых курсов при Военной академии РККА им. М.В. Фрунзе. С августа 1944 г. по другим данным с 7 сентября 1944 г. заместитель командира по политической части и начальник политического отдела 11-го гвардейского стрелкового корпуса. Демобилизован 16 декабря 1945 г. 
С декабря 1945 г. заместитель председателя Совета народных комиссаров, а затем Совета Министров Литовской ССР. С сентября 1954 г. директор Башкирского сельскохозяйственного института. При нем было завершено строительство ветеринарной клиники (1955), главного учебного корпуса (1963) и первого типового студенческого общежития на ул. Айской. В это время стал кандидатом сельскохозяйственных наук.
Депутат Верховного Совета СССР 1-го созыва с 16 февраля 1941 г.
Умер в 1967 г. по другим данным в 1968 г. Партдокументы погашены Башкирским обкомом КПСС в августе 1968 г. как на умершего.

## Воинские звания
- Бригадный комиссар — 1941[7];
- Полковник — 05.12.1942[4].

## Награды
- Орден Красного Знамени (05.05.1945)[8];
- два Ордена Трудового Красного Знамени (1947, 1950);
- Орден Отечественной войны I степени[8];
- Медаль «За оборону Ленинграда»[9];
- Медаль «За победу над Германией в Великой Отечественной войне 1941-1945 гг.» (31.10.1945)[10];
- Медаль «За взятие Кенигсберга»[11].